# ۴۴ (پیش از میلاد)
۴۴ پیش از میلاد چهل و چهارمین سال قبل از شروع تقویم میلادی است.

## رویدادها
- قتل ژولیوس سزار توسط گروهی از سناتورهای سنای روم

## درگذشتگان
‎